# Torralba (Italia)
Torralba o Turalva (nombre cooficial en sardo) es una localidad italiana de la provincia de Sácer, región de Cerdeña, con 1.003 habitantes.

## Evolución demográfica
| Gráfica de evolución demográfica de Torralba entre 1861 y 2001 |
|                                                                |
| Fuente ISTAT - elaboración gráfica de Wikipedia                |